# 디아스포라 (소프트웨어)
디아스포라(diaspora*)는 개인 웹 서버이다. 이 서버를 이용하여 동명의 소셜 네트워크를 사용한다.